# Rebecca Zlotowski

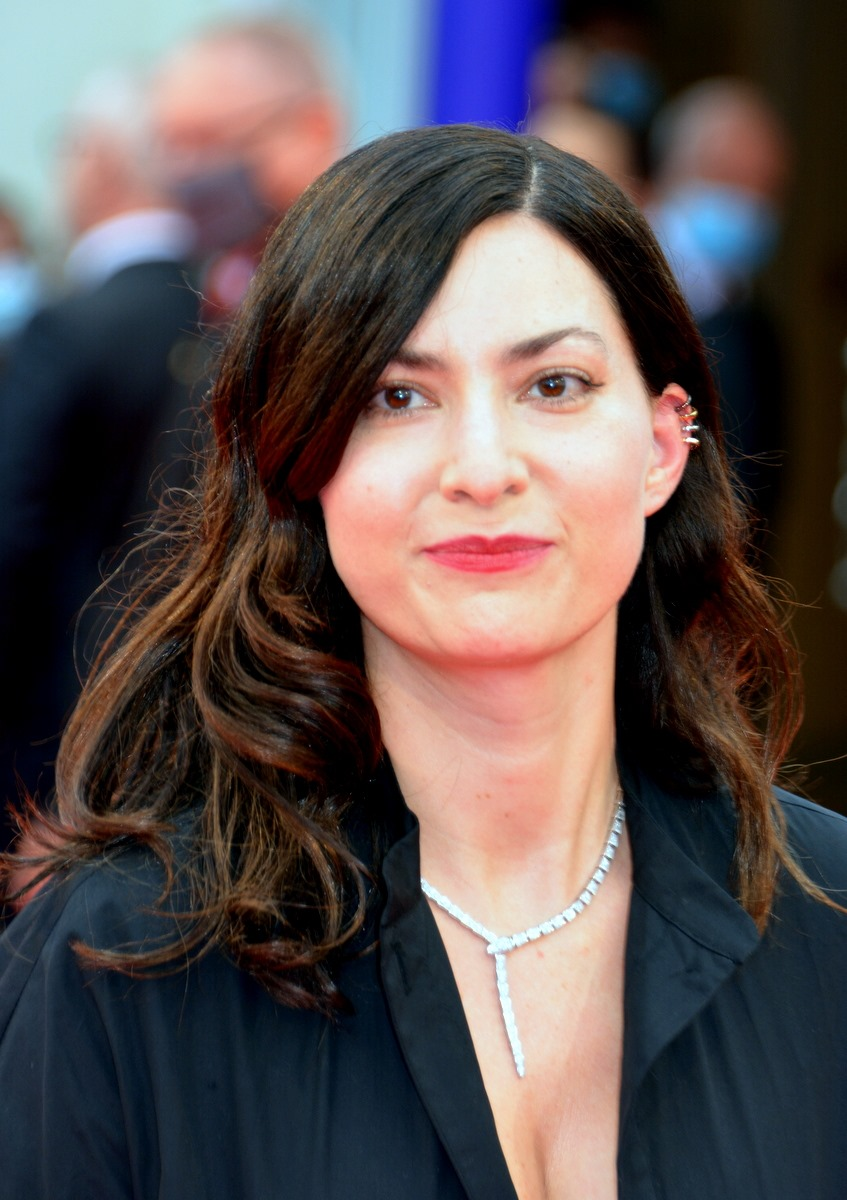
Rebecca Zlotowski 2020

Rebecca Zlotowski (geboren am 21. April 1980 in Paris) ist eine französische Filmregisseurin und Drehbuchautorin.

## Leben
Zlotowskis Vater wurde kurz nach Ende des Zweiten Weltkriegs in Polen geboren und kam als Kind nach Frankreich. Er entstammte einer Familie aschkenasischer Juden; zahlreiche Familienmitglieder wurden während der Shoah ermordet. Zlotowkis Mutter war eine marokkanische Sephardin, die verstarb, als Zlotowski noch ein Kind war. Zlotowski wurde im jüdischen Glauben erzogen und fühlt sich mit der jüdischen Kultur, „ihrem Humor, ihren Riten, ihrer Vorstellungswelt“ nach eigener Aussage sehr verbunden.
Sie absolvierte das Lycée Buffon und studierte zunächst ab 1999 Französische Sprache und Literaturwissenschaft an der École normale supérieure de Fontenay-Saint-Cloud mit dem Ziel, Lehrerin zu werden. Sie begann 2003 ein Drehbuchstudium an der Filmhochschule La Fémis. Während ihres Studiums schrieb sie Drehbücher für verschiedene Kurzfilme, darunter Cyprien Vials Dans le rang (2006) und Noémie Gillots Parcours d’obstacle (2007), in dem Lolita Chammah in der Hauptrolle übernahm. Zlotowski beendete ihr Studium an der La Fémis 2007; ihr Abschlussprojekt wurde das Drehbuch zum Film Belle épine.
Nach Ende ihres Studiums an der La Fémis war Zlotowski eine Zeitlang als Dozentin für Kino an der Universität Lyon tätig. Sie arbeitete zunächst weiterhin an Belle épine, für das sie nicht nur das Drehbuch schrieb, sondern mit dem sie schließlich auch ihr Langfilmregiedebüt gab. Belle épine wurde auf den Internationalen Filmfestspielen von Cannes 2010 uraufgeführt und erhielt zahlreiche Filmpreise, darunter 2010 den Prix Louis Delluc.
Neben ihrer Arbeit als Drehbuchautorin – unter anderem für Teddy Lussi-Modestes Jimmy Rivière (2011) und Yann Gonzales’ Begegnungen nach Mitternacht – verfasste Zlotowski auch für eigene Filme das Drehbuch. Ihre zweite Regiearbeit wurde 2013 Grand Central, in der Tahar Rahim  und erneut Léa Seydoux die Hauptrollen übernahmen. Zlotowski wurde für Grand Central mit dem Spezialpreis der Prix Lumières ausgezeichnet und für einen Prix Lumière in der Kategorie Beste Regie nominiert. Mit ihrer dritten Regiearbeit Das Geheimnis der zwei Schwestern ließ sich Zlotowski von der wahren Geschichte der drei amerikanischen Schwestern Fox inspirieren, die Ende des 19. Jahrhunderts mit Séancen populär wurden. 
Der Film war mit Natalie Portman und Lily-Rose Depp international besetzt und erlebte 2016 auf den Internationalen Filmfestspielen von Venedig seine Premiere. Auch ihr nachfolgender Spielfilm Ein leichtes Mädchen war von realen Ereignissen inspiriert. 
Im Film um das Zusammentreffen der jungen, lebensunerfahrenen Naïma mit ihrer älteren Cousine Sofia, die als Callgirl arbeitet und Luxus liebt, besetzte Zlotowski das frühere Callgirl Zahia Dehar, das 2010 in die „Affaire Zahia“ mit Fußballern wie Franck Ribéry verwickelt war, in der Rolle der Sofia. Ein leichtes Mädchen erlebte 2019 im Rahmen der Quinzaine des réalisateurs der Internationalen Filmfestspiele von Cannes seine Premiere. Zlotowski erhielt für den Film eine Nominierung für den Prix Louis Delluc in der Kategorie Regie. Mit dem Sechsteiler Les sauvages entstand 2019 Zlotowskis erste Regiearbeit für das Fernsehen. Für vier der sechs Episoden schrieb sie zudem das Drehbuch.
Für die Tragikomödie Les enfants des autres (2022) mit Virginie Efira in der Hauptrolle erhielt Zlotowski ihre erste Einladung in den Wettbewerb der Internationalen Filmfestspiele von Venedig.

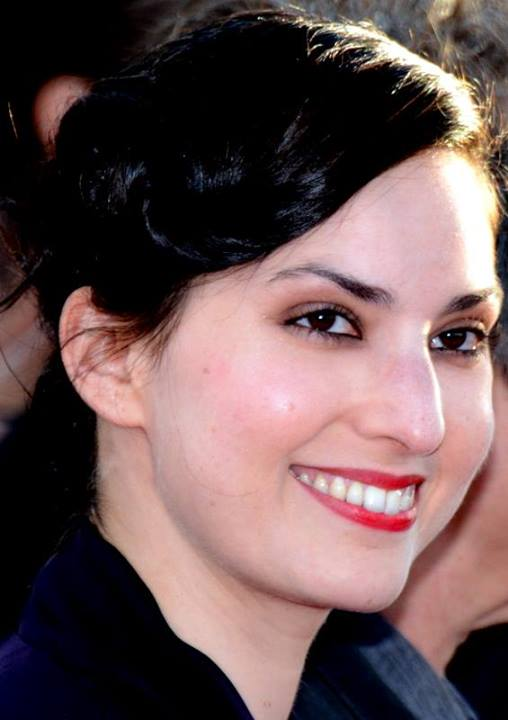
Rebecca Zlotowski als Jurymitglied des Festival des amerikanischen Films 2013

Zlotowski war 2013 unter Vincent Lindon Jurymitglied des Festival des amerikanischen Films in Deauville und 2020 Vorsitzende der Nachwuchsjury des Festivals des amerikanischen Films. 
Sie gehörte 2015 unter der Leitung von Abderrahmane Sissako der Jury Cinéfondation et courts métrages der Internationalen Filmfestspiele von Cannes an.
Zlotowski wurde 2014 zum Chevalier de l’Ordre des Arts et des Lettres ernannt.

## Filmografie
- 2006: Dans le rang (Kurzfilm, Drehbuch)
- 2006: Les garçons (Kurzfilm, Drehbuch)
- 2007: Ins Auge (Dans l’oeil) (Kurzfilm, Drehbuch)
- 2007: Parcours d’bstacles (Kurzfilm, Drehbuch)
- 2009: Plan cul (Kurzfilm, Drehbuch)
- 2010: Belle épine (Regie, Drehbuch)
- 2011: Jimmy Rivière (Drehbuch)
- 2013: Grand Central (Regie, Drehbuch)
- 2013: Begegnungen nach Mitternacht (Les rencontres d’après minuit) (Drehbuch)
- 2015: Malgré la nuit (Drehbuch)
- 2016: Das Geheimnis der zwei Schwestern (Planetarium) (Regie, Drehbuch)
- 2017: Le prix du succès (Drehbuch)
- 2019: Ein leichtes Mädchen (Une fille facile) (Regie, Drehbuch)
- 2019: J’irai où tu iras (Drehbuch)
- 2019: Les sauvages (TV-Mehrteiler, 6 Folgen) (Regie, Drehbuch)
- 2022: Les enfants des autres (Regie, Drehbuch)
- 2024: Emmanuelle (Drehbuch)
- 2025: Vie privée (Regie, Drehbuch)

## Auszeichnungen
- 2010: Nominierung Caméra d’Or und Nominierung Grand prix de la Semaine de la critique, Internationale Filmfestspiele von Cannes, für Belle épine
- 2010: Nominierung Goldenes Auge für den besten internationalen Spielfilm, Zurich Film Festival, für Belle épine
- 2011: Kritikerpreis für das beste Erstlingswerk des Syndicat Français de la Critique de Cinéma et des Films de Télévision für Belle épine
- 2013: Prix François-Chalais und Nominierung Prix Un Certain Regard, Internationale Filmfestspiele von Cannes, für Grand Central
- 2013: Swann d’or – Grand Prix, Festival du film de Cabourg, für Grand Central
- 2013: Nominierung Bronzenes Pferd für den besten Film, Internationales Filmfestival von Stockholm, für Grand Central
- 2014: Chevalier de l’Ordre des Arts et des Lettres
- 2014: Nominierung Globes de cristal, Bester Film, für Grand Central
- 2014: Nominierung Bester Film, Buenos Aires Internationales Festival des Independent-Films, für Grand Central
- 2014: Spezialpreis der Prix Lumières und Nominierung Beste Regie für Grand Central
- 2019: Nominierung ARRI/Osram Award, Filmfest München, für Ein leichtes Mädchen
- 2019: Nominierung Prix Louis Delluc für Ein leichtes Mädchen
- 2020: Nominierung Globes de cristal, Beste Fernseh- oder Miniserie, für Les sauvages
- 2022: Nominierung Goldener Löwe der Filmfestspiele von Venedig, Bester Film, für Les enfants des autres